# Вотсон-Лейк (Юкон)
Вотсон-Лейк (англ. Watson Lake) — містечко на півдні території Юкон, Канада, на 635-ій милі Аляскинського шосе, на кордоні з Британською Колумбією.

## Клімат
| Клімат в аеропорту Вотсон-Лейк | Клімат в аеропорту Вотсон-Лейк | Клімат в аеропорту Вотсон-Лейк | Клімат в аеропорту Вотсон-Лейк | Клімат в аеропорту Вотсон-Лейк | Клімат в аеропорту Вотсон-Лейк | Клімат в аеропорту Вотсон-Лейк | Клімат в аеропорту Вотсон-Лейк | Клімат в аеропорту Вотсон-Лейк | Клімат в аеропорту Вотсон-Лейк | Клімат в аеропорту Вотсон-Лейк | Клімат в аеропорту Вотсон-Лейк | Клімат в аеропорту Вотсон-Лейк | Клімат в аеропорту Вотсон-Лейк |
| Показник                       | Січ.                           | Лют.                           | Бер.                           | Квіт.                          | Трав.                          | Черв.                          | Лип.                           | Серп.                          | Вер.                           | Жовт.                          | Лист.                          | Груд.                          | Рік                            |
| Абсолютний максимум, °C        | 8,9                            | 12,2                           | 11,7                           | 20,1                           | 34,2                           | 33,9                           | 35,4                           | 32,8                           | 27,8                           | 21,7                           | 12,2                           | 8,4                            | 35,4                           |
| Середній максимум, °C          | −17,5                          | −10,4                          | −1,8                           | 7,0                            | 14,0                           | 19,6                           | 21,5                           | 19,1                           | 12,8                           | 3,7                            | −10                            | −16                            | 3,5                            |
| Середня температура, °C        | −22,5                          | −17                            | −9,6                           | 0,1                            | 7,6                            | 13,2                           | 15,3                           | 13,0                           | 7,5                            | −0,5                           | −14,7                          | −20,8                          | −2,4                           |
| Середній мінімум, °C           | −27,5                          | −23,5                          | −17,3                          | −6,8                           | 1,3                            | 6,8                            | 9,0                            | 6,9                            | 2,2                            | −4,7                           | −19,3                          | −25,6                          | −8,2                           |
| Абсолютний мінімум, °C         | −58,9                          | −56,2                          | −46,7                          | −32,8                          | −16                            | −3,3                           | 0,6                            | −6,7                           | −13,9                          | −36,6                          | −47,5                          | −53,3                          | −58,9                          |
| Норма опадів, мм               | 30.9                           | 20.4                           | 15.3                           | 14.1                           | 37.4                           | 54.9                           | 59.5                           | 47.6                           | 42.6                           | 37.7                           | 27.9                           | 27.9                           | 416.4                          |
| Днів з опадами                 | 13,2                           | 10,3                           | 9,3                            | 6,3                            | 11,5                           | 12,7                           | 14,8                           | 13,7                           | 13,8                           | 14,4                           | 14,6                           | 12,6                           | 147,2                          |
| Днів з дощем                   | 0,2                            | 0,1                            | 0,2                            | 2,3                            | 11,0                           | 12,7                           | 14,8                           | 13,7                           | 13,4                           | 7,5                            | 0,5                            | 0,4                            | 76,6                           |
| Днів зі снігом                 | 13,9                           | 10,8                           | 9,8                            | 4,8                            | 1,5                            | 0,0                            | 0,0                            | 0,2                            | 1,0                            | 8,3                            | 15,2                           | 13,2                           | 78,7                           |
| Вологість повітря, %           | 75.5                           | 73.7                           | 59.9                           | 46.3                           | 41.4                           | 43.5                           | 47.7                           | 49.6                           | 56.4                           | 69.1                           | 79.8                           | 76.9                           | 60.0                           |
| ------------------------------ | ------------------------------ | ------------------------------ | ------------------------------ | ------------------------------ | ------------------------------ | ------------------------------ | ------------------------------ | ------------------------------ | ------------------------------ | ------------------------------ | ------------------------------ | ------------------------------ | ------------------------------ |
| Джерело:                       |                                |                                |                                |                                |                                |                                |                                |                                |                                |                                |                                |                                |                                |

## Галерея

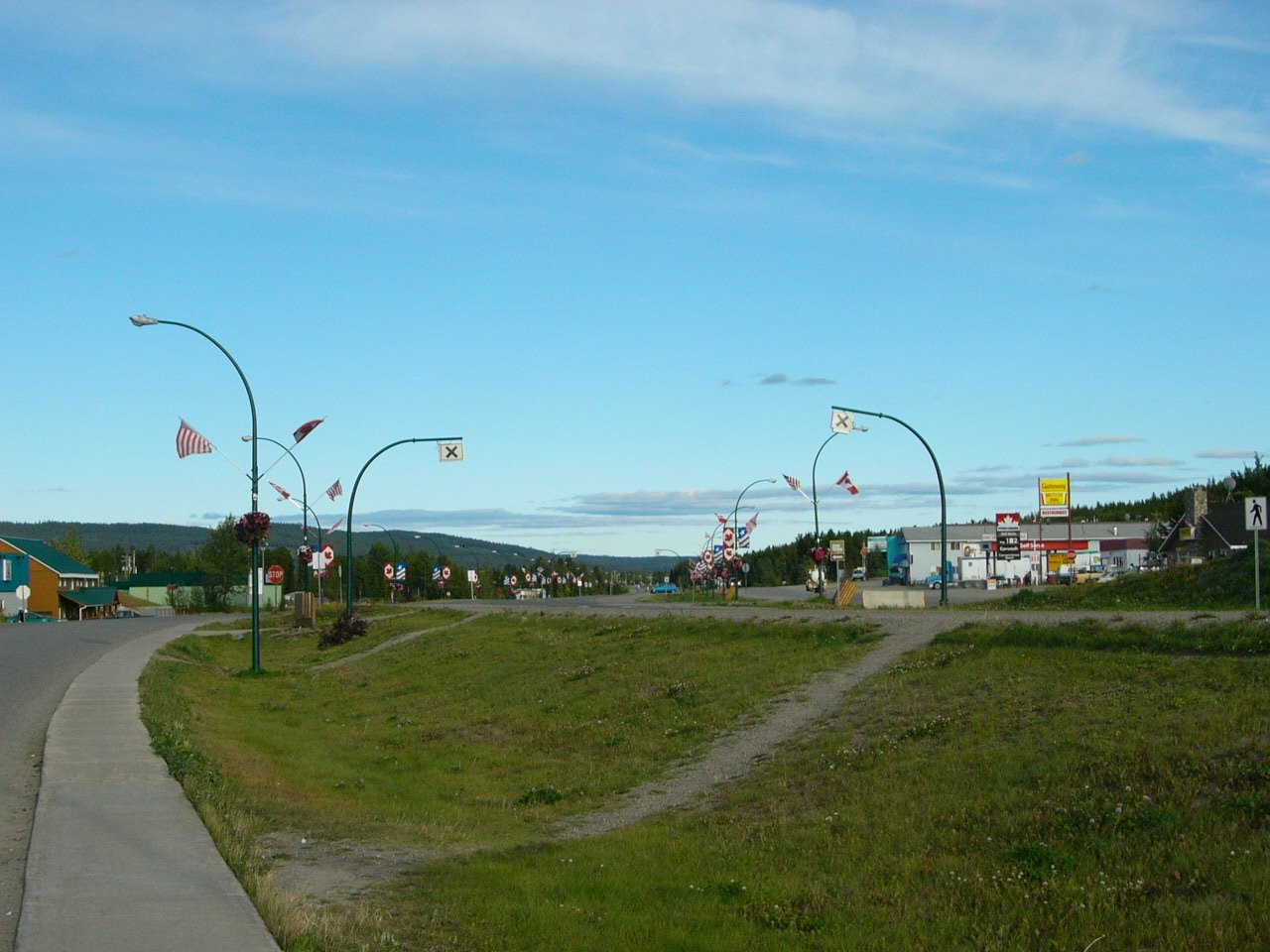
Аляскинське шосе у Вотсон-Лейк (2005)
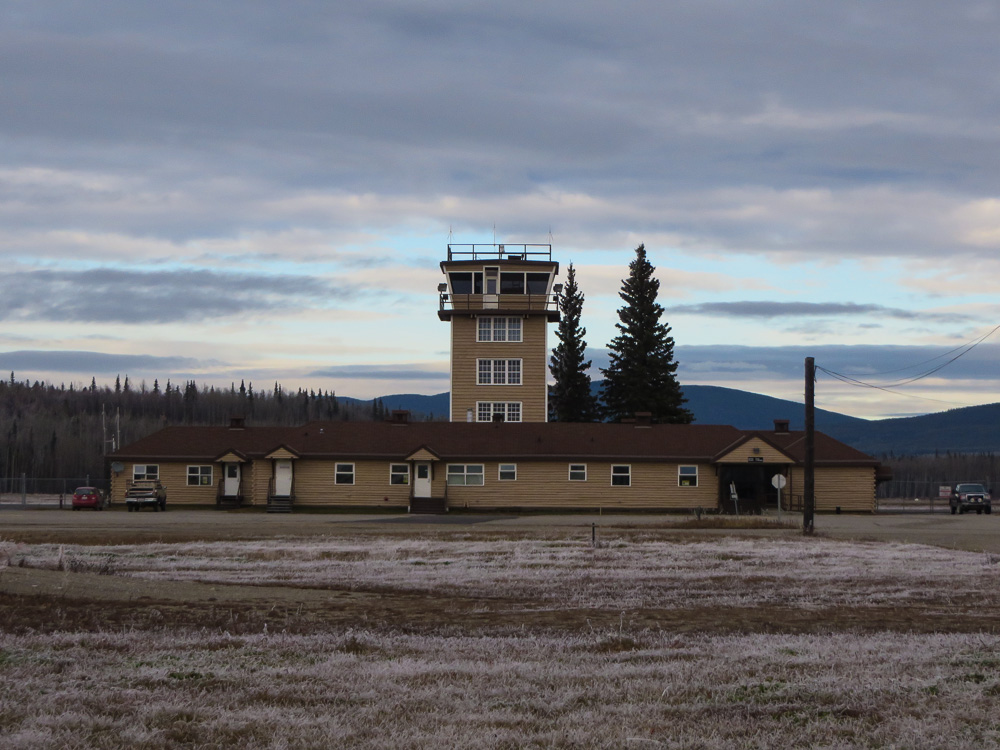
Термінал аеропорту (2015)